# Ceyhan (grad)
Ceyhan je s 108.602 stanovnika (2000.) drugi po veličini grad turske pokrajine Adane i važna sredozemna luka. Ceyhan je ujedno i središte istoimenog 1.427 km² velikog okruga koji je iste godine imao 178.543 stanovnika.
Ceyhan se nalazi u istočnome dijelu Çukurove, najveće turske ravnice. Ime je dobio po istoimenoj rijeci, čiji je tok reguliran branom kod Aslantaşa.
Veliki gospodarski značaj ove luke proizlazi ponajprije iz funkcije završnog sredozemnog pomorskog terminala dvaju važnih naftovoda: 25. svibnja 2005. dovršenog naftovoda Baku-Tbilisi-Ceyhan (tzv. BTC-a) kojim se preko Azerbajdžana, Gruzije i sjeveroistočne Turske dovodi nafta iz Kaspijskog mora, te starijeg naftovoda Kirkuk-Ceyhan kojim se prevozi nafta sa sjevera Iraka.
Sa svojom sve većom važnosti strateške luke, Ceyhan je prema mnogim promatračima usko vezan uz Ciparski spor. Jedan od glavnih izvora zarade za Republiku Cipar, južni dio Cipra koji Turska ne priznaje kao predstavnika cijelog otoka, je njezina trgovačka flota, sa 64 vlastitih naftnih tankera i 777 različitih brodova u stranome vlasništvu, dio kojih je i pod stranom zastavom. I dok turska vlada gleda na Ciparski spor kao na nacionalno pitanje ("milli dava"), javno se mnijenje oštro protivi slućenome dogovoru između aktualne Erdoğanove vlade i EU-a, kojime bi se pojedine turske luke, među kojima navodno i Ceyhan, otvorile za južnociparske brodove.
Dana 21. listopada 1998. u gradu su se održali dvodnevni tajni pregovori između Turske i Sirije. Turska je Siriji zaprijetila vojnim udarom, ako bi Sirija i dalje oružano, novčano i logistički podupirala kurdski pobunjenički pokret PKK. Sirija se na to obvezala poduzeti u zemlji mjere protiv PKK-a i obustaviti svaku potporu.